# 湖南市市民グラウンド陸上競技場
湖南市市民グラウンド陸上競技場（こなんし・しみんグラウンド・りくじょうきょうぎじょう）は、かつて滋賀県湖南市に存在した陸上競技場。

## 概要
1972年、甲西町町民グラウンド陸上競技場として開設。2004年の市町村合併に伴い湖南市に管理者が移動する。メインスタンドは屋根のある座席、バックスタンドとサイドスタンドには芝生席。陸上競技用400mトラック、サッカー・ラグビーなど球技場としても利用可能な天然芝グラウンドがある。近接地には野球場があった。
MIOびわこ滋賀はJFL昇格初年度から2013年までホームゲーム会場として使用していた。
2011年に屋外トイレが新設された。
2022年 7月28日に湖南市より、施設老朽化や利用率の低下等を理由にグラウンド敷地である高松公園を廃止することを発表。それに伴い、市民グラウンドと隣接する野球場の廃止が決定した。。

## フォトギャラリー

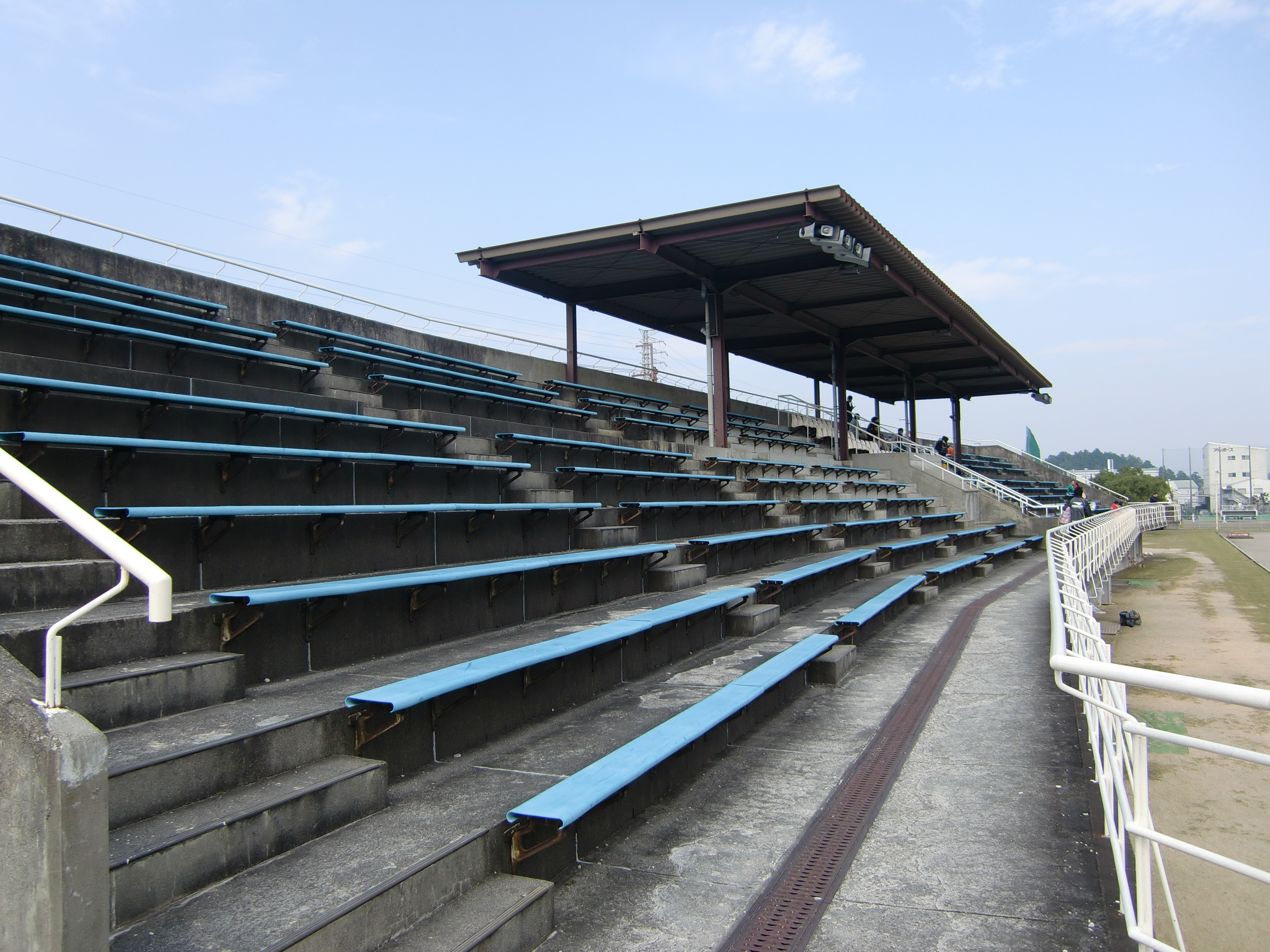
メインスタンド
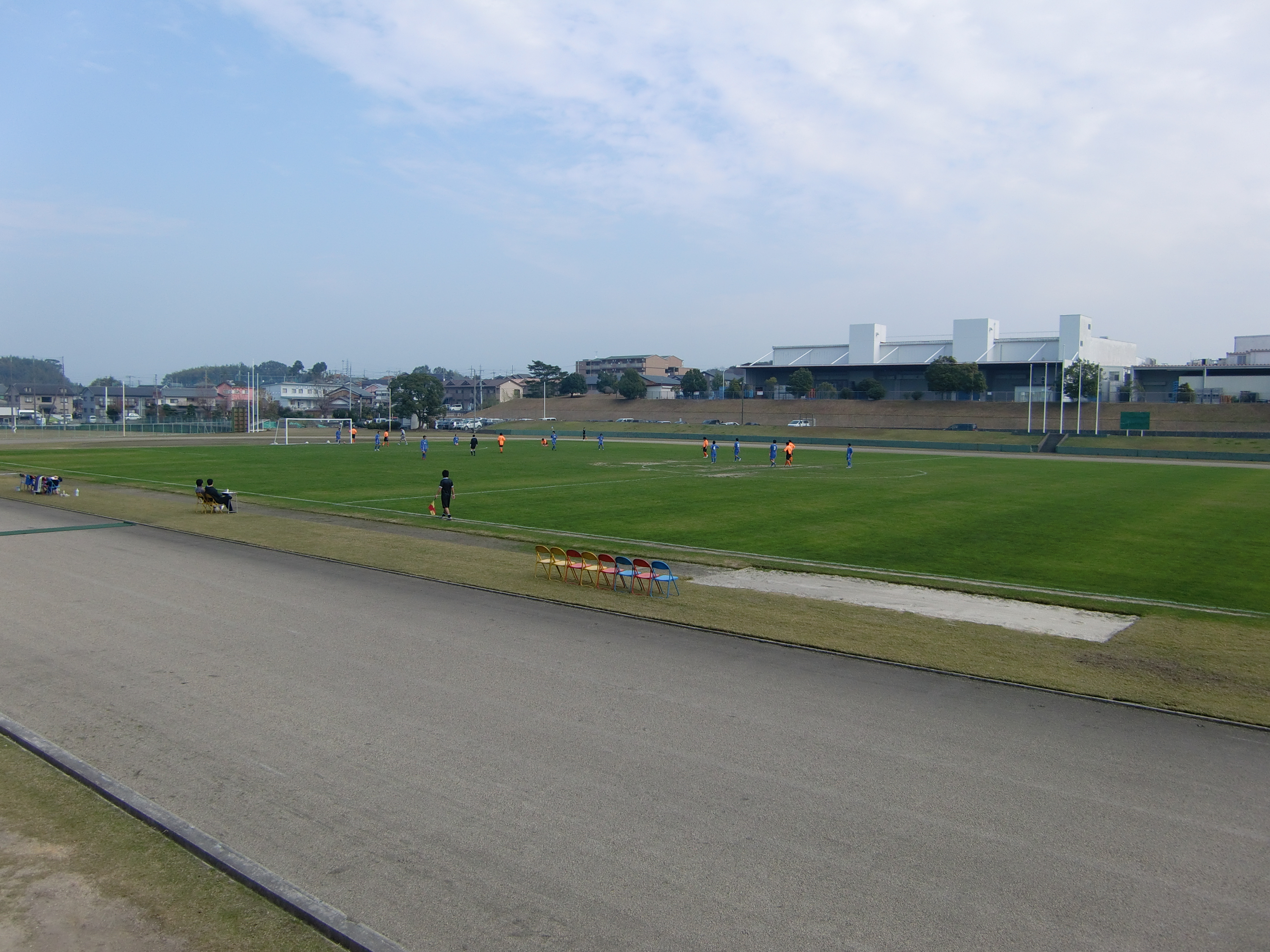
メインスタンドからフィールドを見る